# Riccardo Chiarini
Riccardo Chiarini (Faenza, 20 februari 1984) is een Italiaans wielrenner. 
Hij is prof sinds 2006 en nam voor Team LPR in 2008 voor het eerst deel aan de Ronde van Italië waarin hij 125ste eindigde.

## Erelijst
2007
- 10e in Ronde van de Drie Valleien
- 7e in Coppa Placci

2010
- 4e in GP Nobili Rubinetterie
- 1e in Trofeo Matteotti
- 4e in GP Città di Camaiore
- 6e  in eindklassement Settimana Ciclista Lombarda
- 10e  in eindklassement Brixia Tour

2011
- 9e  in eindklassement Ronde van Turkije
- 10e in eindklassement Settimana Ciclista Lombarda
- 10e in eindklassement Ronde van Padanië
- 8e in Memorial Marco Pantani
- 7e in Ronde van Emilia
- 10e in Ronde van Lombardije

2012
- 7e in GP Kanton Aargau
- 8e in eindklassement Route du Sud
- 7e in GP Nobili Rubinetterie
- 5e in Coppa Agostoni
- 2e in eindklassement Ronde van Padanië
- 8e in Ronde van Emilia

## Resultaten in voornaamste wedstrijden
| Jaar | Ronde van Italië | Ronde van Frankrijk | Ronde van Spanje |
| ---- | ---------------- | ------------------- | ---------------- |
| 2007 |                  |                     |                  |
| 2008 | 125e             |                     |                  |
| 2009 | 118e             |                     |                  |

| Jaar | Milaan-San Remo | Ronde van Lombardije |
| ---- | --------------- | -------------------- |
| 2007 |                 | 98e                  |
| 2008 | 123e            |                      |
| 2009 |                 |                      |
| 2010 |                 |                      |
| 2011 |                 | 10e                  |
| 2012 |                 | opgave               |